# عبد القادر المجاوي
عبد القادر المجاوي القسنطيني التلمساني عالم وفقيه جزائري من الشخصيات الجزائرية التي تركت أثرا ملموسا في الحياة الثقافية أواخر القرن العشرين، وأوائل القرن الحالي. 

## ترجمته
ولد عبد القادر المجاوي في تلمسان (سنة 1267هجرية/1848م) من أب يدعى (عبد الله بن محمد بن عبد الكريم) وأمّ تدعى عائشة بنت الحاج السنوسي. والمجاوي نسبة إلى مجاوة، قيل: هي قبيلة في الشمال الغربي للمغرب الأقصى. وبعد دراسته في مسقط رأسه انتقل لمتابعتها في كل من فاس وطنجة وجامع القرويين على الخصوص بالمغرب الأقصى ثم عاد إلى الجزائر سنة (1292هجري)، وقد أدى فريضة الحج ليتولى التدريس أولا في قسنطينة حيث أقام وتزوج فيها وأنجب.
علم في كل من جامع الكتاني ابتداء من سنة 1292هجري، والمدرسة الحكومية اكمتّانية سنة 1295، بالإضافة إلى نشاطه خارج عمله الرسمي كمدرس ومحاضر في المدارس الحرة ولمساجد، كمسجد سيدي الأخضر، فأحدث تأثيرا كبيرا في الأواسط الفكرية والشعبية بدروسه ومحاضراته العامة، أما دروسه الرسمية فقد تنوعت بين المنطق والبيان والمعاني واللغة والنحو والفلك، وفي السنة (1315 هجري/1898 ميلادي) انتقل المجاوي إلى العاصمة للتدريس في مدرستها العليا ثمّ في المدرسة العليا الجديدة (المدرسة الثعالبية) كما عين إماما خطيباً بمسجد سيدي رمضان بالجزائر العاصمة سنة 1326هجرية (1908م) وبقي في قمة نشاطه: إماما قديرا وأستاذا متمكنا ومؤلفا نشطا ورجل إصلاح في جميع الحالات بمستوى الوضع والظروف، وقد تخرج عليه في التدريس كثيرون مثل: حمدان الونيسي وأحمد الحبيباتني والمولود بن الموهوب وهم من الذين كان لهم تأثيرهم في الحياة الاجتماعية والفكرية.
اتسم بالموسوعة في الثقافة، وقد وصفه الأستاذ سعد الدين بن أبي شنب «بصاحب المعارف الواسعة»: 
و قد أسهم إسهاما جيدا في حدود إمكانياته من أجل نهضة ثقافية، كما شارك في إحياء اللغة العربية والعلوم الإسلامية، وبذل جهداً جهيدا في سبيل ارتقاء مستوى الجزائر حسب اتجاهات جيله الشريفة. وكانت معظم كتاباته موجهة ضد الآفات الاجتماعية والخرافات والعادات القديمة.
وقد توفي الأستاذ «عبد القادر المجاوي» بقسنطينة في 6 أكتوبر 1914م وبها دفن تاركا وراءه أثرا طيبا في بعض شباب تلك الفترة وشيوخها، كما ترك مؤلفات اختلفت نوعا وكيفا، ولكنها جميعها جاءت من وحي ما علم للطلاب، وما تدارس مع تلامذته وزملائه، تجاوزت هذه المؤلفات خمسة عشر عملا: في اللغة والنحو، والبلاغة والدين، وعلم الفلك.

## من أقواله
- إن اللغة العربية هي أقدم لغات العالم المستعملة الآن وأوسعها، وأفضلها على غيرها، يشهد به كل من يعرفها ولو كان أعجمياً، فهي أفصح اللغات منطقا وبيانا، وأكثرها تصرفاً في أساليب الكلام، وأقبلها تفننا في النثر والنظم، قد ملأها الله من الآداب والحكم، فنالت من الأمثال القديمة والحديثة ما لم ينله غيرها.

## مؤلفاته
- ((إرشاد المتعلمين)): وهو كتاب في اللغة والنحو والبلاغة، طبع بمصر.
- ((نصيحة المريدين)): رسالة توجيهية نشرت في تونس.
- ((شرح ابن هشام)): كتاب في اللغة والنحو والبلاغة، طبع بقسنطينة.
- ((تحفة الأخير فيما يتعلق بالكسب والاختيار)).
- مخطوطة ((منظومة في علم الفلك))
- الفريدة السنية في الأعمال الجيبية: في حساب الميقات. طبعت بالجزائر عام 1903.[1]

والعديد من الكتب والمخطوطات الأخرى.